# Église Saint-Sardos de Saint-Sardos (Lot-et-Garonne)
L'église Saint-Sardos est une église catholique située à Saint-Sardos, en France.

## Localisation
L'église Saint-Sardos est située au centre de la commune de Saint-Sardos, dans le département français de Lot-et-Garonne.

## Historique
D'après Geroges Tholin, dans les Notices sur les communes de l'arrondissement d'Agen, un prieuré dépendant de l’abbaye Saint-Sardos de Sarlat est fondé en 1153 sur le territoire d'une église paroissiale appelée l'« église Rouge ». Un castrum est cité à Saint-Sardos vers 1280. Saint-Sardos est situé dans l'Agenais, près de Montpezat. 
D'après André de Bellecombe, le baron de Montpezat, Rainfroy II, avait reçu l'hommage de Bertrand de Balencx, le 12 février 1290, pour les terres qu'il possédait à Saint-Sardos. Le prieur de Saint-Sardos avait été investi en 1298 de la seigneurie du lieu par le baron de Montpezat sous la réserve d'hommage. Rainfroy II était possesseur du castrum Sancti Sacerdotis, peut-être à la suite d'une usurpation. Raymond-Bernard Ier devient seigneur de Montpezat à la mort de son frère Rainfroy III, en 1315.
L'abbé et les religieux de Sarlat s'adressent  à Philippe IV le Bel pour lui demander pour conclure un paréage pour construire une bastide près de leur prieuré de Saint-Sardos en 1289.  
La construction d'une bastide permettait d'accorder aux religieux et aux habitants les libertés, coutumes et franchises. C'était un moyen pour attirer les populations et pour former ces villes nouvelles. Ils demandent encore au monarque que la nouvelle bastide de Saint-Sardos soit désormais unie à la couronne de France, et que jamais elle  ne puisse sortir de la main. La fondation d'une bastide est acceptée par Philippe V le Long en 1318, mais depuis le traité d'Amiens, en 1279, l'Agenais a été rendu au duc d'Aquitaine, roi d'Angleterre, Édouard Ier sous condition d'hommage au roi de France.
En 1323, l'abbé de Sarlat, situé dans un domaine dépendant du roi de France, obtient du parlement de Paris de rattacher le prieuré de Saint-Sardos à l'abbaye. Un sergent du roi est envoyé à Saint-Sardos pour y planter un poteau aux armes du roi de France. Charles IV le Bel accepte d'y fonder une bastide. Raymond Bernard, seigneur de Montpezat, et des petits nobles locaux décident de brûler la bastide. Ils pendent au poteau aux armes du roi de France son sergent, le 16 octobre 1323.
On accuse le sénéchal d'Agenais pour le roi d'Angleterre, Ralph Basset de Drayton, d'être l'instigateur de cette agression. Celle-ci devient une affaire d'État et déclenche la guerre de Saint-Sardos. Le roi de France envoie Charles de Valois avec une armée de 7 000 hommes qui entre dans l'Agenais en août, prend Agen et brûle Montpezat.

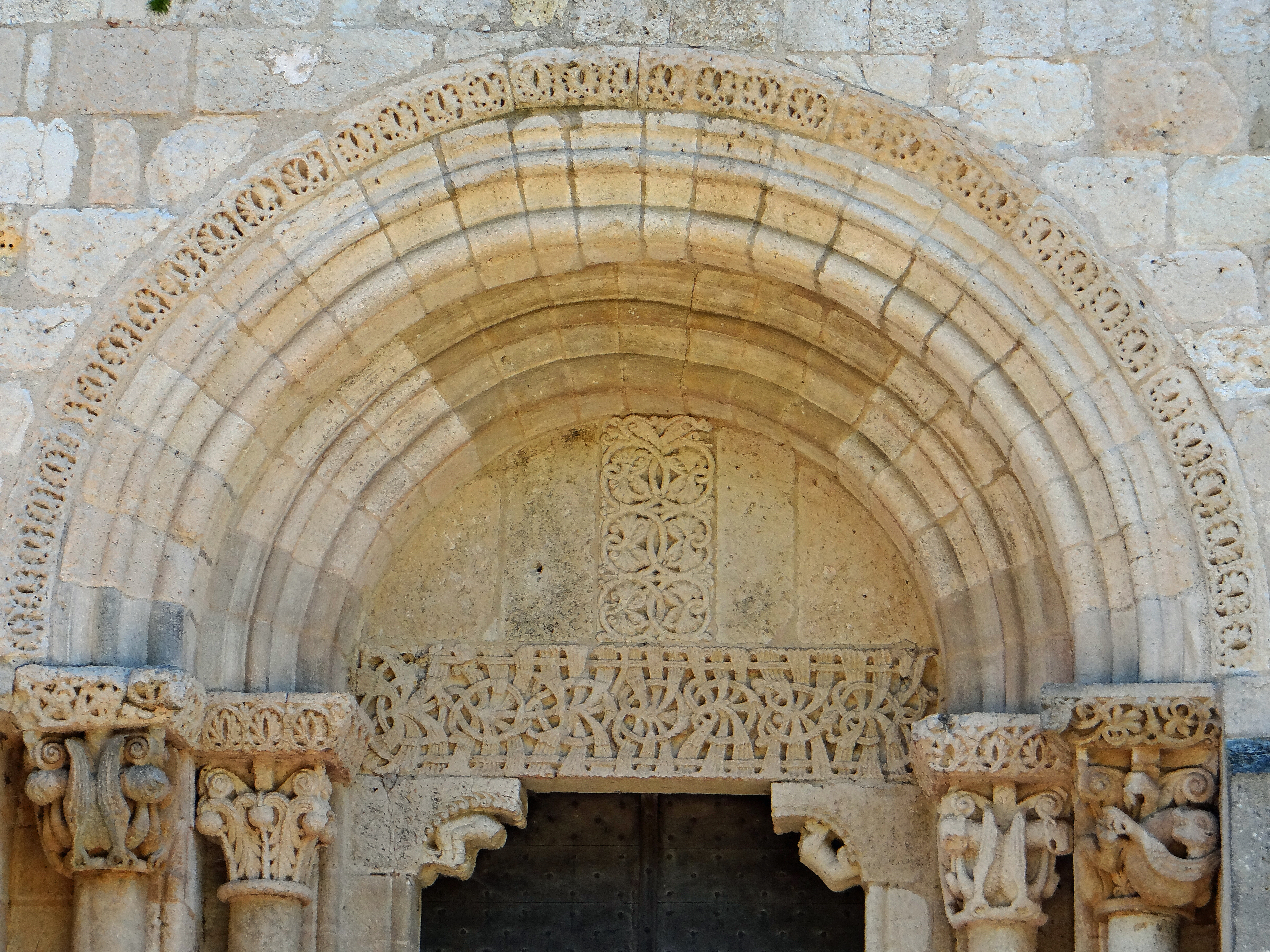
Tympan du portail nord

L'église du prieuré de Saint-Sardos a été détruite pendant l'agression de Raymond Bernard de Montpezat et probablement au cours des conflits du XIVe et XVIe siècles. Il n'en reste que le portail roman.
L'église paroissiale ayant été détruite en 1668, l'église priorale est devenue paroissiale.
La partie nord de l'édifice ne paraît être que le bas-côté de l'ancienne église à trois nefs. Trois travées de voûtes  en  ogives, paraissent appartenir à fin de la période gothique. 
Le  mur de clôture au sud est moderne car l'église a été remplacée, au cours du XIXe siècle, par un nouvel édifice dans lequel ont été incorporées des parties anciennes, comme le portail.
Le portail a été restauré en 1951-1952. Deux chapiteaux extérieurs ont été démontés et placés à l’intérieur de l'église. Ils ont été remplacés par des copies.
Le portail nord est classé au titre des monuments historiques le 16 juin 1939.